# Iris westii
Iris westii är en irisväxtart som beskrevs av John Edward Dinsmore. Iris westii ingår i släktet irisar, och familjen irisväxter.
Artens utbredningsområde är Libanon. Inga underarter finns listade i Catalogue of Life.